# Falco subbuteo

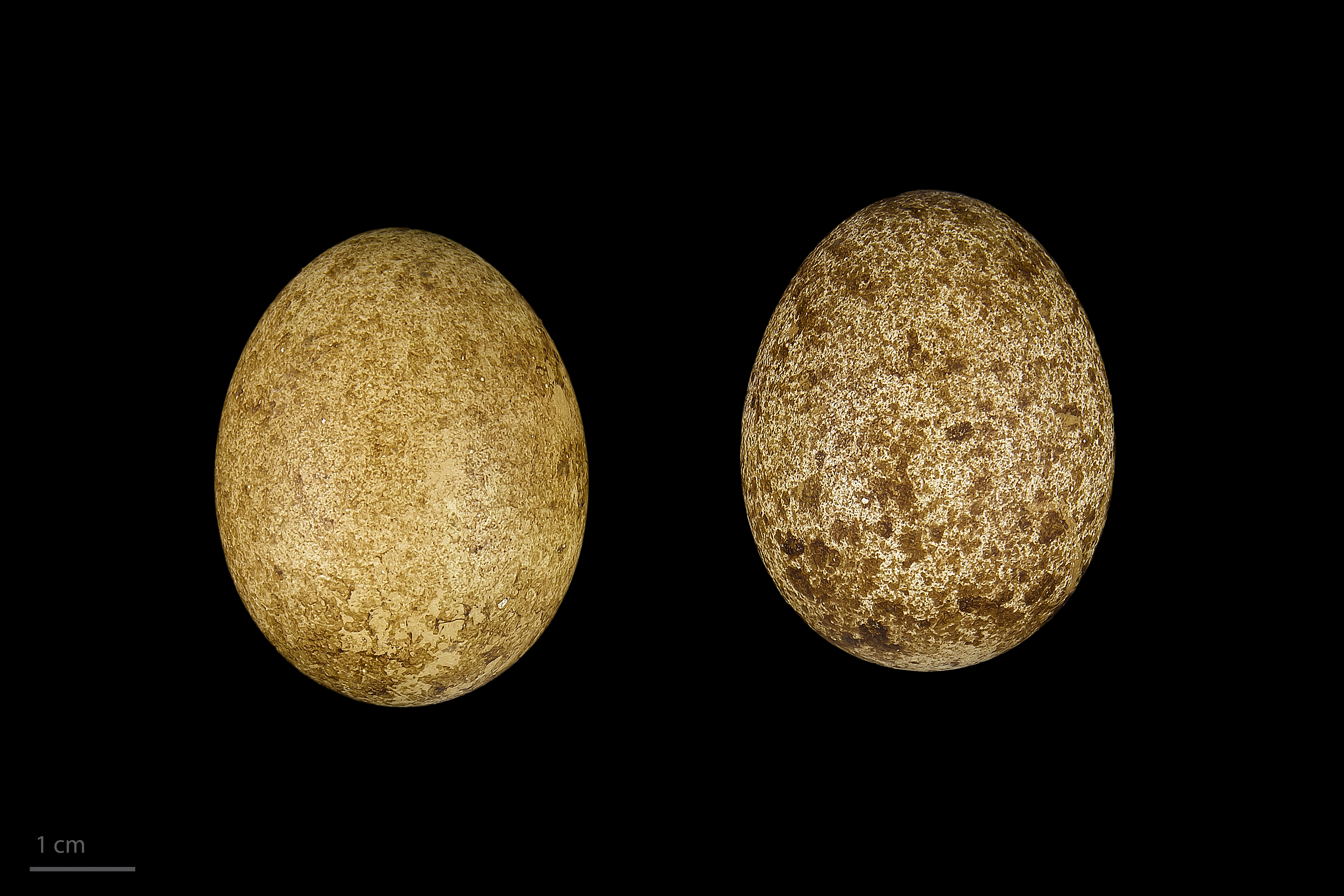
Falco subbuteo - MHNT

El alcotán europeo (Falco subbuteo) es una especie de ave falconiforme de la familia Falconidae.

## Características

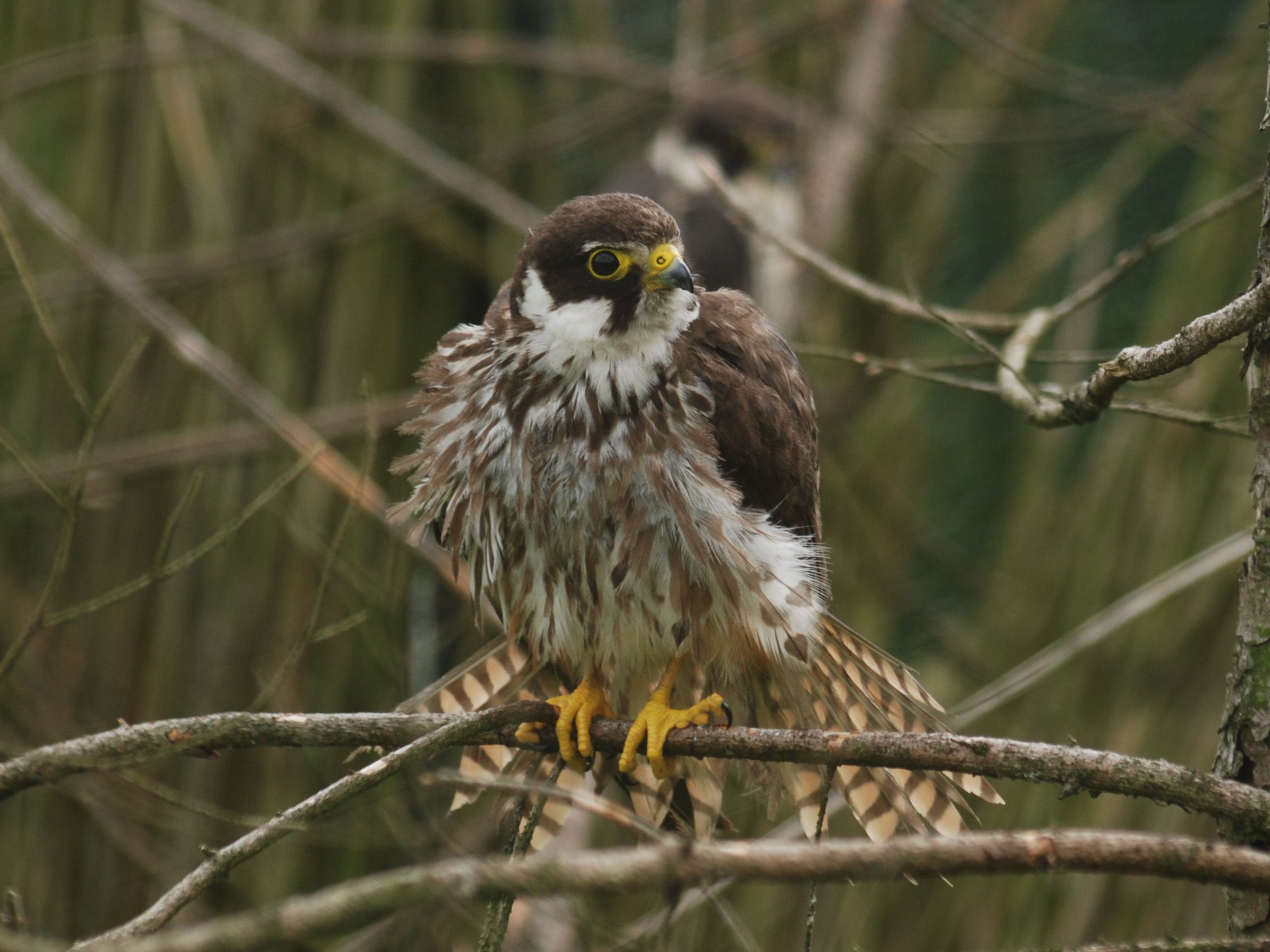
Falco subbuteo sobre una rama

Es un halcón pequeño y esbelto, de alas acabadas en punta y tan largas que, plegadas, sobrepasan la cola. Esta elegante ave de presa mide de 30 a 35 cm, más o menos del tamaño de un cernícalo. Como todos los halcones, tiene una serie de plumas de color negro debajo de cada ojo que contrastan con el blanco de las mejillas. El vientre es de color amarillento con rayas negras verticales en los individuos jóvenes y horizontales en los adultos. La parte superior de las alas es gris. Otra característica de la especie en cuestión es que las plumas de detrás de las patas son rojas. En vuelo puede parecer un vencejo por sus largas alas. Machos y hembras son muy similares, pero los jóvenes son más marrones que los adultos.

## Historia natural
Se puede ver en terrenos abiertos con arboledas, como campos de cultivo, en bosquetes o incluso en taigas y sabanas. Usa nidos ya hechos por otras aves, como cuervos, donde deposita entre 2 y 4 huevos.
Su extraordinaria velocidad y habilidad le permiten cazar en el aire. Normalmente lo hace al atardecer. Entre sus presas encontramos murciélagos, libélulas, vencejos y golondrinas. Las presas pequeñas pueden ser devoradas en vuelo. 

## Distribución
Se distribuye por Europa y Asia, aunque se trata de un ave migratoria de largas distancias y suele pasar el invierno en África. En España solo se encuentra en verano. Se la puede encontrar en Baleares y en algunas partes de Andalucía, asimismo es irregular en Canarias.

## Curiosidades
Como curiosidad, cabe mencionarse que hay una serie de juegos de mesa a los cuales, su inventor quería ponerles como nombre "Hobby" (alcotán, en inglés), pero no se le permitió usar esa palabra. Como resultado, el inventor decidió rebautizarlo con un vocablo afín, creándose así el conocido juego de fútbol Subbuteo.
El Alcotán europeo aparece en el largometraje de animación 3D Valiant , representando a los enemigos de los palomos mensajeros durante la Segunda Guerra Mundial.

## Subespecies
Se conocen dos subespecies de Falco subbuteo:
- Falco subbuteo subbuteo - Paleártico; invernante hasta África austral, sur de Eurasia e Islas Mayores de la Sonda.
- Falco subbuteo streichi - del sur y este de China a Birmania y norte de Indochina.